# Schloss Schkopau

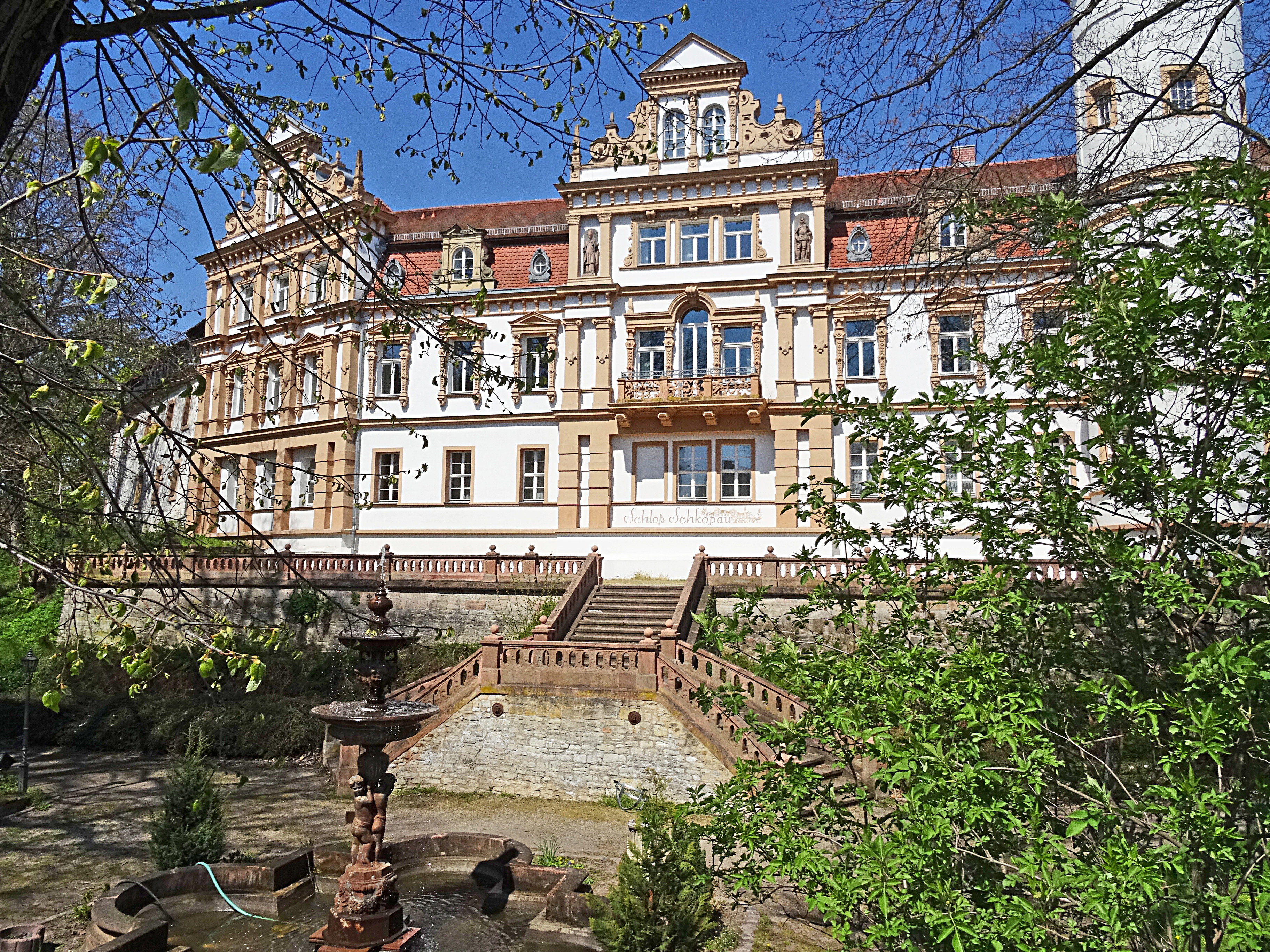
Schloss Schkopau

Das Schloss Schkopau ist ein Schloss am Ostrand von Schkopau in Sachsen-Anhalt. Es liegt auf einem Hügel zwischen dem Ort und der Saale.

## Geschichte

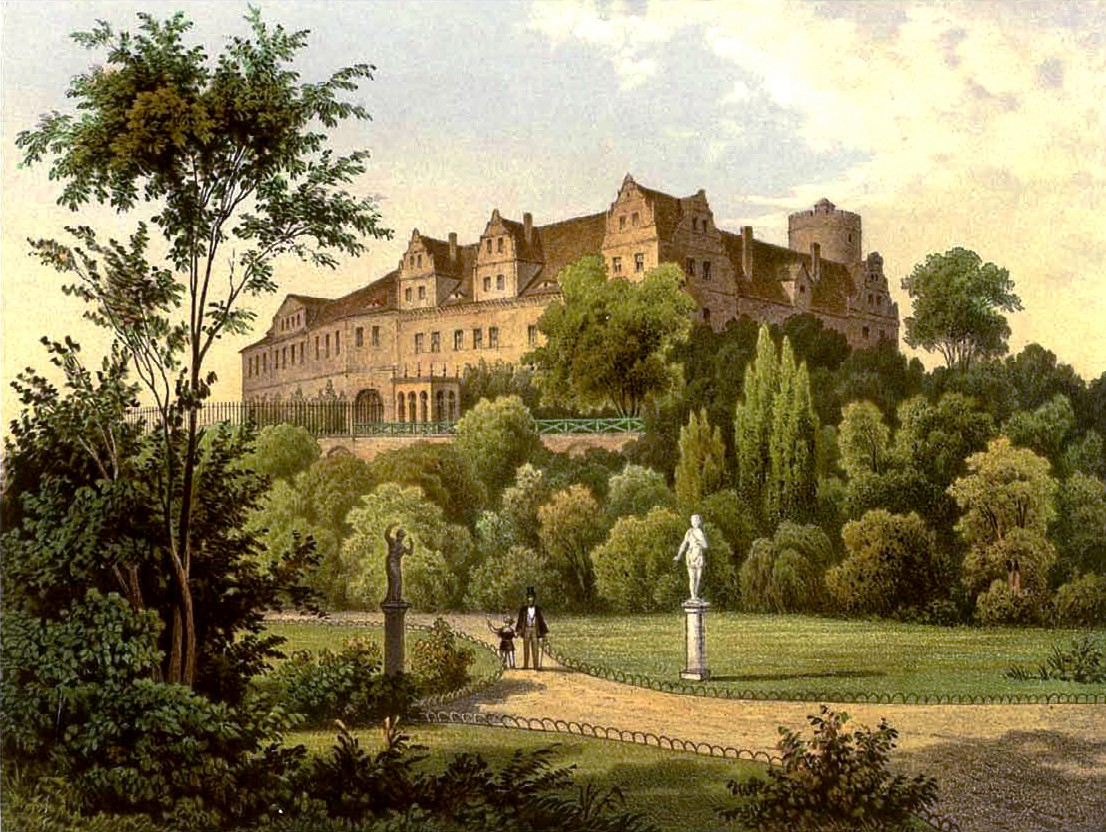
Schloss Schkopau um 1862/63, Sammlung Alexander Duncker

Der Ursprungsbau wurde vermutlich im neunten Jahrhundert als karolingische Befestigung erbaut und im zwölften Jahrhundert als die Burg Scapowe ausgebaut. 1215 wurde der Ort erstmals urkundlich erwähnt, als Kaiser Friedrich II. die Reichsburg dem Erzstift Magdeburg schenkte. 1444 fiel das hus tu Schapow an den Bischof von Merseburg und 1477 an die Familie von Trotha. Von 1554 bis 1558 wurden die südlichen Burgteile zu einem Wohnschloss umgebaut und der mittelalterliche Bergfried mit 11 Metern Durchmesser in den Neubau integriert. 1830 machte ein Brand den Wiederaufbau des Nordtraktes erforderlich. 1876 wurde das Schloss im Neorenaissance-Stil umgebaut. Bauherr war der einflussreiche Generalleutnant und Rechtsritter des Johanniterordens Ernst Otto von Trotha, verheiratet mit Rosa von Helldorff-Wolmirstedt. Der Offizier und Domherr zu Merseburg, seit 1895 Seniorchef seines Adelsgeschlechts, verfügte über weitere Güter, Hauptwohnsitz blieb Schkopau.
Die Trothas haben die Begüterung Schkopau mehrfach für ihr Adelsgeschlecht konsolidiert und in einem Lehnsverband gesichert. Nachfolgend wurde ein Familienfideikommiss gestiftet. Zum Schloss gehörte ein Rittergut und ein mittelgroßer Landwirtschaftsbetrieb mit Anteilen in Knapendorf, Merseburg und Rathmannsdorf, gesamt 505 ha. Letzter Schloss-Eigentümer bis zur Bodenreform war Ulrich von Trotha (1854–1946), Kammerherr, Hofmarschall bei der Prinzessin Luise Sophie von Preußen und Ehrenkommendator des Johanniterordens. Er blieb im Osten Deutschlands und starb in Halle a. S. Als Verwalter agierte bereits seit 1929 der Erbe, sein Sohn Thilo von Trotha, der ebenso später Ehrenkommendator bei den Johannitern wurde.
Als in den 1930er Jahren der Bau der Buna-Werke geplant wurde, standen die Standorte Döllnitz oder Schkopau zur Auswahl. Ein Mitglied der Familie von Trotha, ein General, konnte in Berlin die Entscheidung zugunsten von Schkopau beeinflussen. Dadurch konnte die Familie ihr Land an die I.G. Farbenindustrie AG verkaufen und sich so finanziell sanieren.
1945 wurde die Familie von Trotha im Rahmen der Bodenreform in der Sowjetischen Besatzungszone enteignet.

## Gegenwart
Das Schloss wird aktuell als Hotel genutzt. 
Der Bergfried kann bestiegen werden und bietet einen kontrastreichen Überblick: Im Westen Chemiepark und Kohlekraftwerk, im Norden und Osten die Saale-Elster-Aue mit der Neubaustrecke Erfurt–Leipzig/Halle.

Schloss Schkopau 2010/11
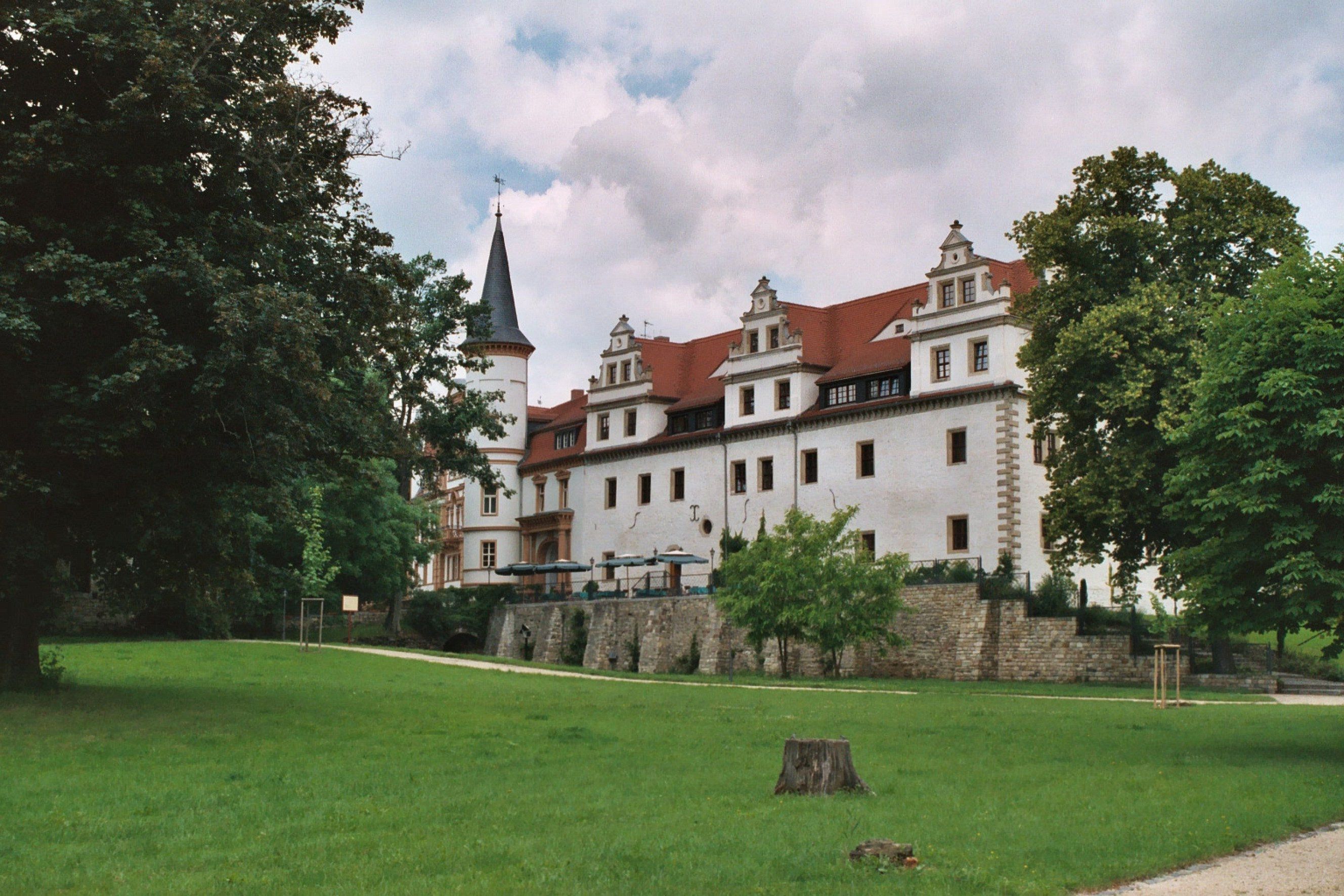
Außenansicht
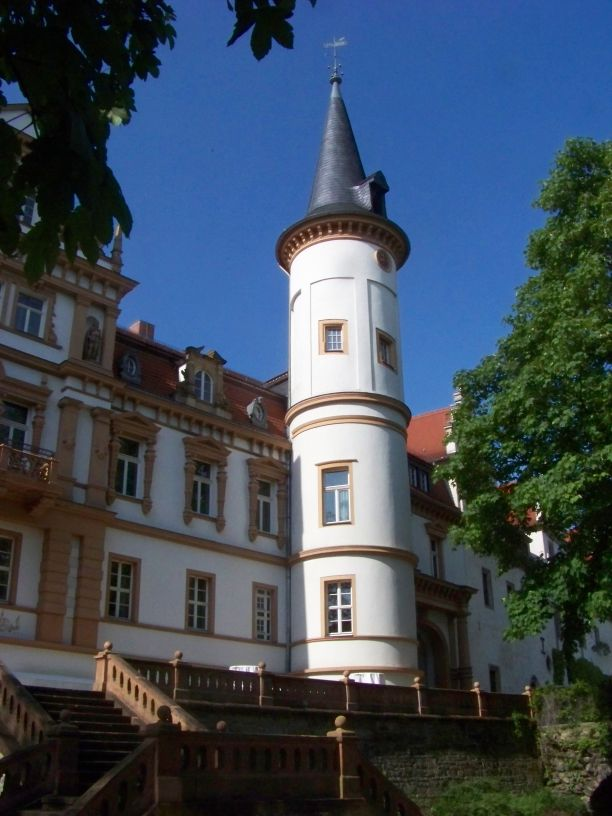
Turm
Detail am Eingang
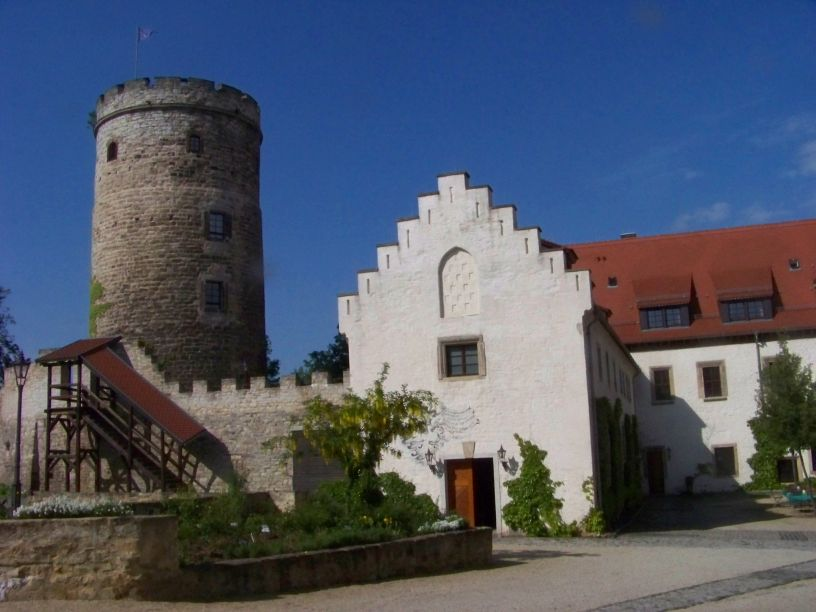
Schlosshof
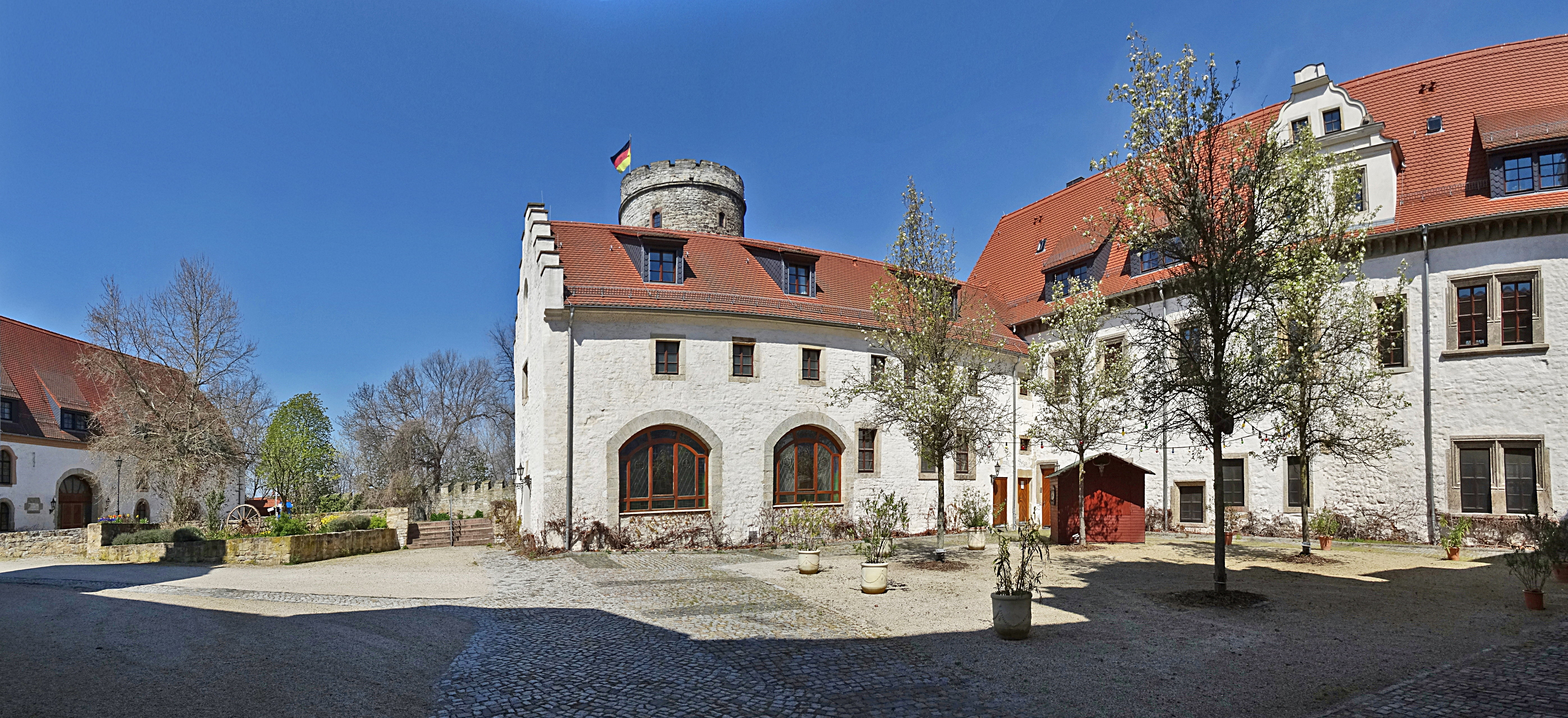
Schlosshof
Blick vom Bergfried auf das Kraftwerk
Blick vom Bergfried auf den Schlosshof
Blick vom Bergfried auf die Saaleaue